# Halcinonide
Halcinonide là một corticosteroid có hiệu lực cao, thuộc nhóm II (nhóm mạnh thứ hai) theo phân loại của Hoa Kỳ. Nó được sử dụng tại chỗ (trong một loại kem 0,05% được cung cấp dưới tên Halog) trong điều trị một số tình trạng da.